# Schwandorf (district)
Districtul Schwandorf este un district rural (germană: Landkreis) din regiunea administrativă Palatinatul Superior, landul Bavaria, Germania.

## Orașe și comune
| orașe 1. Burglengenfeld (12.174) 2. Maxhütte-Haidhof (10.536) 3. Nabburg (6.083) 4. Neunburg vorm Wald (8.255) 5. Nittenau (8.540) 6. Oberviechtach (5.057) 7. Pfreimd (5.618) 8. Schönsee (2.739) 9. Schwandorf (28.143) 10. Teublitz (7.408) comune (târg) 1. Bruck in der Oberpfalz (4.455) 2. Neukirchen-Balbini (1.173) 3. Schwarzenfeld (6.319) 4. Schwarzhofen (1.511) 5. Wernberg-Köblitz (5.764) 6. Winklarn (1.466) | comune 1. Altendorf (947) 2. Bodenwöhr (4.020) 3. Dieterskirchen (1.061) 4. Fensterbach (2.452) 5. Gleiritsch (682) 6. Guteneck (879) 7. Niedermurach (1.337) 8. Schmidgaden (2.928) 9. Schwarzach b.Nabburg (1.552) 10. Stadlern (628) 11. Steinberg am See (1.797) 12. Stulln (1.691) 13. Teunz (2.008) 14. Thanstein (1.030) 15. Trausnitz (1.008) 16. Wackersdorf (5.003) 17. Weiding (614) |